# Griñón
Griñón é um município da Espanha, na província e comunidade autônoma de Madrid. Tem 17,42 km² de área e em 2021 tinha 10 467 habitantes (densidade: 600,9 hab./km²). Limita com os municípios de Cubas de la Sagra, Humanes de Madrid, Moraleja de Enmedio, Parla, Serranillos del Valle e Torrejón de la Calzada.